# 富尤斯
富尤斯（法語：Fouillouse，法語發音：[fujuz]）是法国上阿尔卑斯省的一个市镇，位于该省南部略偏西，属于加普区。

## 地理
富尤斯（44°27'27"N, 6°0'13"E）面积7.24 平方千米，位于法国普罗旺斯-阿尔卑斯-蓝色海岸大区上阿尔卑斯省，该省份为法国东南部内陆省份，北起萨瓦省，西北接伊泽尔省，西南接德龙省，南至上普罗旺斯阿尔卑斯省，东北部与意大利接壤。
与富尤斯接壤的市镇（或旧市镇、城区）包括：拉尔迪耶和瓦朗萨、拉索尔斯、锡戈耶、塔拉尔。

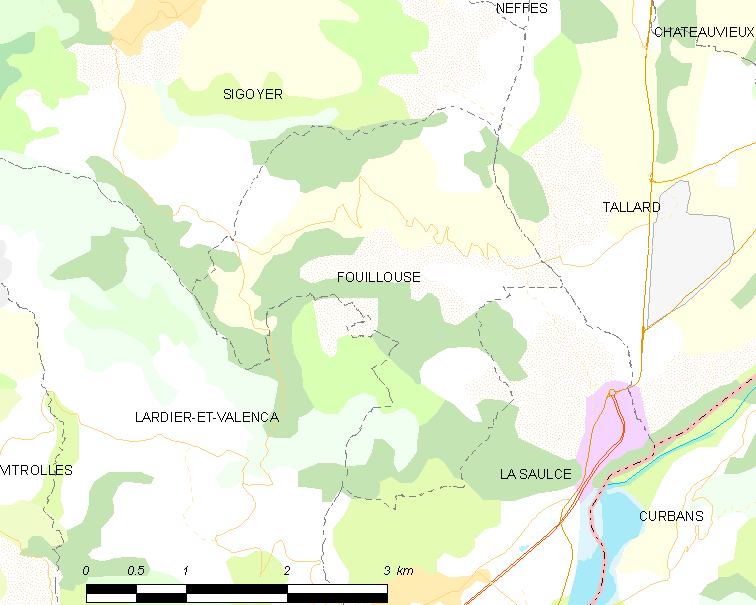
富尤斯的OSM定位图

富尤斯的时区为UTC+01:00、UTC+02:00（夏令时）。

## 行政
富尤斯的邮政编码为05130，INSEE市镇编码为05057。

## 政治
富尤斯所属的省级选区为塔拉尔县。

## 人口

1962-2008年间富尤斯人口变化图示

富尤斯于2022年1月1日时的人口数量为274人。